# إرلينغ أماندوس يوهانسن
إرلينغ أماندوس يوهانسن هو سياسي نرويجي، ولد في 7 أغسطس 1886 في أوسلو في النرويج، وتوفي في 27 مايو 1961. نشط حزبياً في حزب المحافظين. وقد انتخب نائب عضو برلمان النرويج ‏ عن دائرة Market towns of Telemark and Aust-Agder counties ‏ وقد انضم خلال فترته النيابية ‏ (1937 – 1945) للكتلة البرلمانية حزب المحافظين وانتخب عضو برلمان النرويج ‏ عن دائرة Market towns of Telemark and Aust-Agder counties ‏ وقد انضم خلال فترته النيابية ‏ (1934 – 1936) للكتلة البرلمانية حزب المحافظين وانتخب عضو برلمان النرويج ‏ عن دائرة Market towns of Telemark and Aust-Agder counties ‏ وقد انضم خلال فترته النيابية ‏ (1931 – 1933) للكتلة البرلمانية حزب المحافظين.